# آوای باران
آوای باران یک مجموعهٔ تلویزیونی ایرانی به کارگردانی حسین سهیلی‌زاده، نویسندگی علیرضا کاظمی‌پور، سعید جلالی و تهیه‌کنندگی سید محمد هاشمی‌اصل است که از ۱۶ آذر تا ۹ بهمن ۱۳۹۲ در ۴۰ قسمت ۵۰ دقیقه‌ای از شبکه سه سیما پخش شده‌است.

## خلاصه داستان
این فیلم زندگی مردی به نام دکتر طاها ریاحی(حمیدرضا پگاه) که داروساز و مالک یک شرکت دارویی است را روایت می‌کند که با بروز اتفاقاتی دگرگون شده و سرنوشت عجیبی برای او و دخترش (مبینا سادات آتشی-آزاده زارعی)رقم می‌خورد.او پس از سال‌ها به ایران بازمی‌گردد و به دنبال دختر گمشده خود می‌گردد و متوجه می‌شود که نادر (سام درخشانی) و زیور (الهام چرخنده)، خواهرزاده و همسر خواهرزاده‌اش، نتوانسته‌اند از دخترش نگهداری کنند و دخترش از خانه به دلیل آزار و اذیت آن‌ها فرار کرده و میان گروه های تکدی‌گری سر درآورده است. زیور و نادر که سعی دارند دختر خودشان که بیتا (نیلوفر پارسا) نام دارد را جای باران جا بزنند و...

## بازیگران

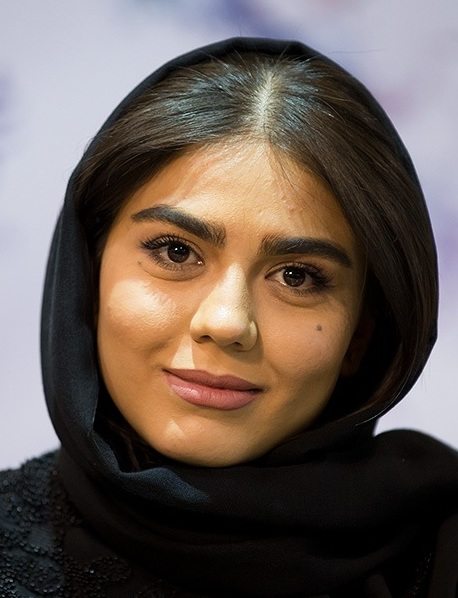
آزاده زارعی؛بازیگر نقش «باران»

- حمیدرضا پگاه
- سام درخشانی
- الهام چرخنده
- آزاده زارعی
- مبینا سادات آتشی
- مهران احمدی
- سیاوش خیرابی
- شایان جلالی
- امیر دژاکام
- سپیده خداوردی
- مهران رنج‌بر
- پارسا مشیری
- نیلوفر پارسا
- ثریا قاسمی
- بهنام داوری
- علی فتاحی
- محمدمهدی احدی
- علی تقوازاده
- آرزو افشار
- نادیا فرجی
- ناهید محمودی
- علی ظهوری
- مرجان شکوفکی
- جواد زیتونی
- احمد یاوری شاد
- علی یعقوبی
- بیژن سیفان
- یاس نوروزی
- مانی رحمانی

## موسیقی
| شماره | نام                     | خواننده           | مدت  |
| ----- | ----------------------- | ----------------- | ---- |
| ۱.    | «تاوان» (تیتراژ پایانی) | احسان خواجه امیری | ۳:۲۷ |

## جوایز و نامزدها
| سال  | جایزه                   | رده                              | دریافت‌کننده                  | نتیجه    |
| ---- | ----------------------- | -------------------------------- | ---------------------------- | -------- |
| ۱۳۹۳ | چهاردهمین دوره جشن حافظ | بهترین مجموعه تلویزیونی          | سید محمد هاشمی اصل           | نامزدشده |
| ۱۳۹۳ | چهاردهمین دوره جشن حافظ | بهترین کارگردانی تلویزیونی       | حسین سهیلی‌زاده               | نامزدشده |
| ۱۳۹۳ | چهاردهمین دوره جشن حافظ | بهترین فیلمنامه تلویزیونی        | علیرضا کاظمی‌پور و سعید جلالی | نامزدشده |
| ۱۳۹۳ | چهاردهمین دوره جشن حافظ | بهترین بازیگر مرد درام تلویزیونی | مهران احمدی                  | نامزدشده |
| ۱۳۹۳ | چهاردهمین دوره جشن حافظ | بهترین خواننده ترانه تیتراژ      | احسان خواجه امیری            | نامزدشده |

## برای مطالعهٔ بیشتر
- قدم نو رسیده مبارک!/در پشت صحنه‌ «آوای باران» چه می‌گذرد؟
- «حتی اگر به من بگویید لولو!/ نقد و بررسی «آوای باران» در یک روز برفی». ایسنا. ۱۵ بهمن ۱۳۹۲.
- «آوای سیندرلا در شب‌های زمستانی/ «آوای باران» ی که از هند به گوش می‌رسد!». خبرگزاری دانشجو. دریافت‌شده در ۸ بهمن ۱۳۹۲.
- «آیا آوای باران موفق بود؟». تبیان. ۱۰ بهمن ۱۳۹۰.
- «نگاهی به سریال «آوای باران»». الف. ۱۱ بهمن ۱۳۹۲.